# Jules Porreau
Pour les articles homonymes, voir Porreau.
Jules Porreau (Paris, 2 juin 1818 - Saint-Denis, 4 septembre 1872) est un graveur français du XIXe siècle, actif vers les années 1850, auteur de portraits pour illustrations de livres. 
Henri Beraldi a peint ainsi le personnage en le situant dans son contexte :

« Ce fut une mode, chez de nombreux amateurs, vers 1850-1875, d'illustrer artificiellement des livres en les garnissant des portraits des personnages nommés dans le texte. Quelques bibliophiles recherchaient pour cet usage de bonnes gravures et des épreuves d'état, mais ils étaient l'exception. Le gros de l'armée illustrante ne se préoccupait que d'un point : avoir quand même le portrait, bon ou mauvais, du personnage désiré, et l'avoir bon marché.

L'approvisionnement se faisait chez Vignères, marchand d'estampes, éditeur et expert, qui,  dans sa longue et très honorable carrière, a fait plus de six cents ventes publiques. Il avait un fonds de plusieurs milliers de portraits, à vingt-cinq et cinquante centimes (un franc avant la lettre). Il avait eu l'idée ingénieuse d'augmenter ce fonds d'un certain nombre de personnages jusqu'alors inédits, qu'il faisait graver à peu de frais, sur des documents d'ailleurs exacts.
Porreau fut le graveur de Vignères.
C'était, — d'après les renseignements que nous donne sur lui le graveur Varin, — un de ces artistes malheureux, qui sont dans la misère surtout par leur faute, et qui ne peuvent ou ne veulent en sortir, soit paresse, soit plutôt par idée fausse de l'indépendance : mal vêtu, coiffé d'un grand chapeau caractéristique qui, pour certains, semble être le symbole de la liberté ; demandant du travail, ne le livrant pas dans les délais et rendant les documents communiqués pour modèles dans un état d'inénarrable détérioration. Nouveau Chien-Caillou, il couchait à la belle étoile dans les beaux jours, et pressé par la faim, mangeait des carottes crues arrachées dans les champs. Vignères, pris de compassion, le fit habiller un jour à la Belle Jardinière, pour qu'il pût se présenter décemment chez les éditeurs ; peu après, Porreau revenait déguenillé, racontant ses souffrances et demandant du travail. »

Jules Porreau est l'auteur de très nombreux portraits, dont une série de têtes de révolutionnaires d'après les croquis de Vivant Denon. Il est également l'auteur d'un Turgot et d'un David pour Le Plutarque français.

## Galerie

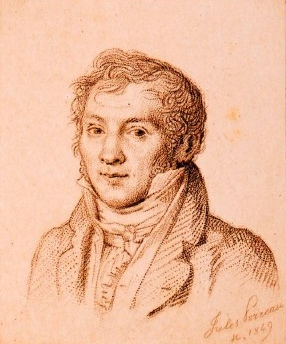
Louis-Luc Loiseau de Persuis
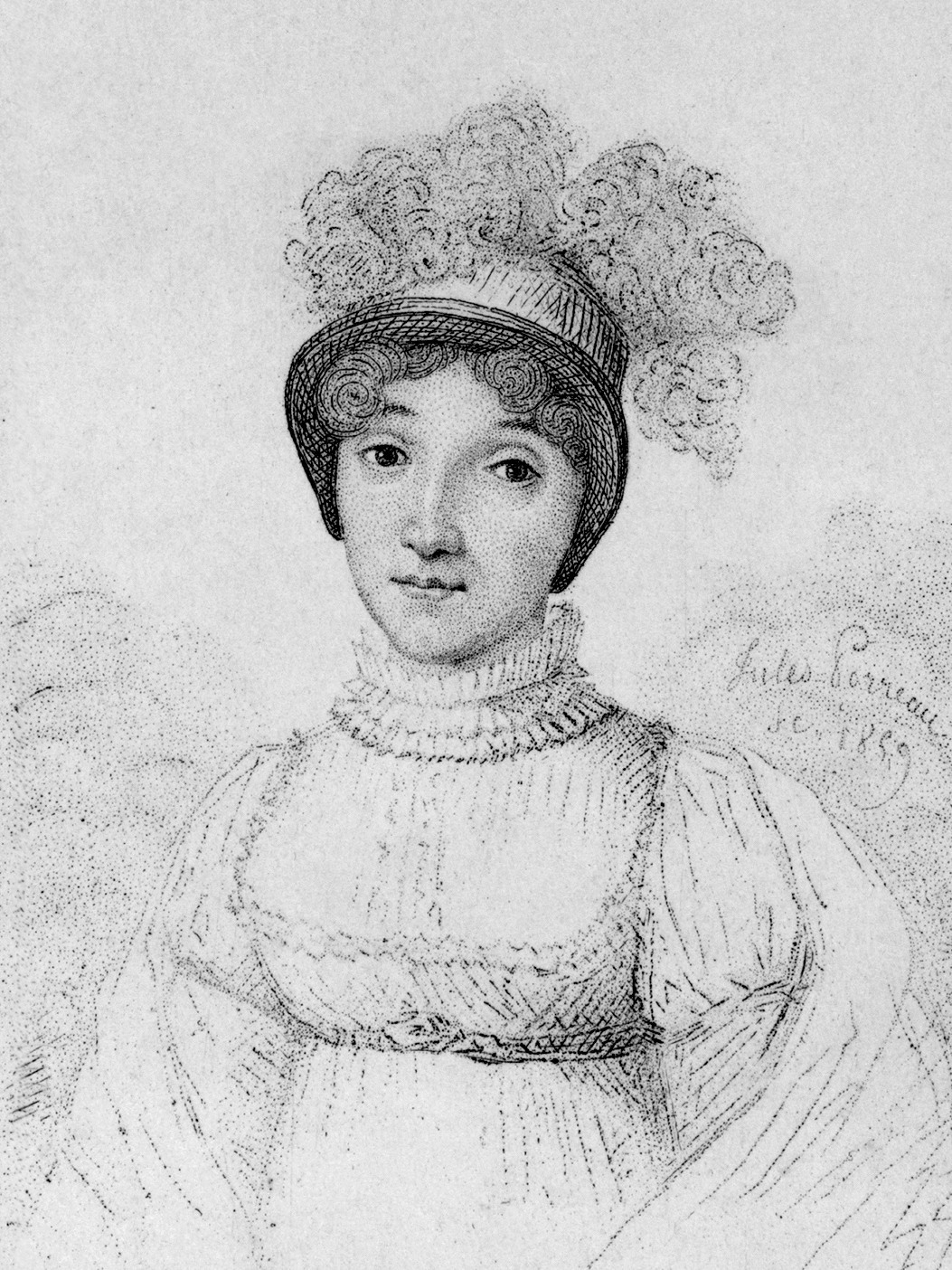
Sophie Blanchard
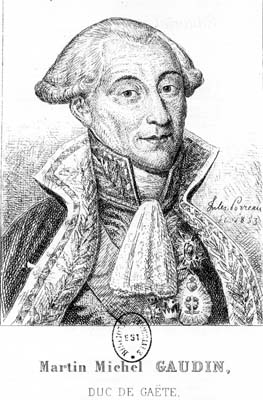
Martin Michel Charles Gaudin
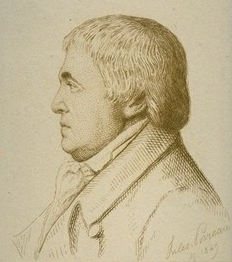
Franz Anton Mesmer